# Юшкевич, Павел Соломонович
Павел Соломонович Юшкевич (29 июня 1873, Одесса — 6 декабря 1945, Москва) — русский философ, публицист и переводчик. Меньшевик, б 1908 году участвовал в качестве одного из русских махистов в Очерках по философии марксизма. Эта публикация вызвала критику, отразившуюся в работе Ленина Материализм и эмпириокритицизм. К 1920-м годам Юшкевич оставил политическую деятельность и с 1922 года работал в Институте марксизма-ленинизма в Москве.

## Ранние годы
Родился в Одессе в семье одесского мещанина, мелкого коммерсанта Соломона (Щлойме) Моисеевича Юшкевича (1839—1895) и Этель (Анны) Григорьевны Юшкевич (в девичестве Волошиной, ?—1917), в которой был одним из четырнадцати детей. Учился во Второй Одесской гимназии (окончил в 1891 году), где стал активным участником марксистского кружка. Однако за участие в социал-демократическом движении он был арестован и заключён в тюрьму, а затем отправлен в ссылку в Кишинёв, где проявил особый интерес к математике. Изучал математику в Сорбонне (Париж). После окончания университета вернулся в Одессу. Здесь он должен был посещать лекции, чтобы получить квалификацию, признанную в России. Как участник фракции меньшевиков РСДРП принимал участие в революции 1905 года. Позже стал журналистом в Петербурге.
После 1917 года работал в Одесском горсовете, где служил в статистическом отделе, а также читал лекции по философии. С 1922 года находился в Москве, где устроился в Института Маркса и Энгельса (проработал там до 1930 года). Занимался в основном переводами философской литературы (был первым переводчиком «Диалектики природы» Фридриха Энгельса, а также перевёл ряд произведений Клода Адриана Гельвеция, Поля Анри Гольбаха, Дени Дидро, Готфрида Вильгельма Лейбница и других).
Похоронен в Москве на Донском кладбище (в семейной могиле на участке № 3).

## Философские труды
Юшкевич не видел необходимости в том, чтобы марксизм боялся «буржуазных теорий», утверждая, что если бы марксизм был так силён, как он предполагал, то он просто ассимилировал бы другие теории, а не был бы ассимилирован ими.
В трудах «Материализм и критический реализм» (1908) и «Современная энергетика с точки зрения эмпириосимволизма» (в сборнике «Очерки по философии марксизма», 1908) выступал с критикой философии ортодоксального марксизма как махист, субъективный идеалист и представитель эмпириосимволизма как направления в гносеологии. По Юшкевичу, марксизм может стать целостным мировоззрением, но пока единой марксистской философии нет, а есть несколько «марксистско-образных» философий; диалектический материализм он сужал сугубо до эволюционистского и релятивистского позитивизма, а в историческом материализме предлагал дополнить «социально-психологический» аспект «социально-космическим».
На критику своей концепции Лениным в «Материализме и эмпириокритицизме» отозвался в 1910 году в брошюре «Столпы философской ортодоксии», а затем в 1912 году в книге «Мировоззрение и мировоззрения» объяснял идеализм специфическим характером философского творчества, отрицая научность философии, которую называл «формой коллективного мышления и чувствования» и результатом полухудожественного эмоционально-интеллектуального видения.
В 1913—1915 годах совместно с математиком А. В. Васильевым выпустил 10 сборников «Новые идеи в математике», для которых перевёл ряд оригинальных статей Германа Гюнтера Грассмана, Бертрана Рассела, Эрнста Маха, Анри Пуанкаре.

## Семья
- Брат — Семён Соломонович Юшкевич, писатель и драматург. Племянница — Нина Семёновна Юшкевич, балерина.
- Брат — Михаил Самойлович Юшкевич (1866, Одесса — после 1934, Ницца), врач[9][10][11]; в эмиграции стал литератором, автор волшебных сказок для детей и взрослых, вошедших в сборник «Новый Гептамерон: Приключения волшебного мальчика, семь сказок» (Волшебный мальчик на Зелёной горе; Путешествие Волшебного мальчика на конец света; Волшебный мальчик на том свете; Ветка олеандра. В царстве теней; Мраморные люди; Перламутровый ящичек; Париж: Книгоиздательство Я. Поволоцкий, 1933. — 139 с.)[12].
- Сестра — Елизавета Соломоновна Малая, зубной врач. Племянник — Илья Григорьевич Малый (1909—1982), экономист и статистик, доктор экономических наук, профессор.
- Первая жена (с 1899 года) — Рашель Адольфовна Юшкевич (урождённая Шенталь, 1882—1920).
  - Сын — Адольф Павлович Юшкевич, историк математики. Внук — Александр Адольфович Юшкевич[нем.] (1930—2012), математик, профессор Университета Северной Каролины в Чапел-Хилле.
  - Дочь — Симона Павловна Юшкевич (1900—1982).
- Вторая жена (с 1925 года) — Фаина Абрамовна Коган-Бернштейн (урождённая Аронгауз, первым браком была замужем за М. Л. Коганом-Бернштейном), историк.

## Труды
- Современный мир. Санкт-Петербург, 1907, апрель.
- О материалистическом понимании истории. Санкт-Петербург, 1907 (2-е издание — Одесса, 1921).
- Материализм и критический реализм. Санкт-Петербург, 1908.
- Современная энергетика с точки зрения эмпириосимволизма // Очерки по философии марксизма. Санкт-Петербург: Безобразов & Ко, 1908.
- Новые веяния. Санкт-Петербург, 1910.
- Столпы философской ортодоксии. Санкт-Петербург, 1910.
- Мировоззрение и мировоззрения. (Очерки и характеристики) Архивная копия от 12 июля 2020 на Wayback Machine — Санкт-Петербург, 1912.
- Теория относительности и её значение для философии // Теория относительности Эйнштейна и ее философское истолкование. Москва, 1923.